# Орора (округ Флоренс, Вісконсин)
Орора (англ. Aurora) — місто (англ. town) в США, в окрузі Флоренс штату Вісконсин. Населення — 987 осіб (2020).

## Демографія
Згідно з переписом 2010 року, у місті мешкало 1036 осіб у 455 домогосподарствах у складі 306 родин. Було 590 помешкань
Расовий склад населення:
| - 98,0 % — білих - 0,6 % — азіатів - 0,1 % — корінних американців |

До двох чи більше рас належало 1,3 %. Частка іспаномовних становила 0,5 % від усіх жителів.
За віковим діапазоном населення розподілялося таким чином: 18,7 % — особи молодші 18 років, 64,6 % — особи у віці 18—64 років, 16,7 % — особи у віці 65 років та старші. Медіана віку мешканця становила 46,8 року. На 100 осіб жіночої статі у місті припадало 103,1 чоловіків;  на 100 жінок у віці від 18 років та старших — 107,9 чоловіків також старших 18 років.
Середній дохід на одне домашнє господарство  становив 52 444 долари США (медіана — 50 278), а середній дохід на одну сім'ю — 56 201 долар (медіана — 57 708). Медіана доходів становила 32 031 долар для чоловіків та 34 688 доларів для жінок. За межею бідності перебувало 6,8 % осіб, у тому числі 15,4 % дітей у віці до 18 років та 14,1 % осіб у віці 65 років та старших.
Цивільне працевлаштоване населення становило 492 особи. Основні галузі зайнятості: освіта, охорона здоров'я та соціальна допомога — 27,8 %, виробництво — 17,5 %, роздрібна торгівля — 12,2 %, мистецтво, розваги та відпочинок — 12,0 %.